# BMW R 35
BMW R 35 – produkowany od 1937 do 1940 jednocylindrowy motocykl przedsiębiorstwa BMW.

## Historia
Motocykl o pojemności 340 cm³ uzupełnił w 1932 linię produkcyjna jednocylindrowych motocykli firmy BMW. Sprzedano 15386 sztuk w cenie 995 Reichsmarek. Motocykl był wykorzystywany głównie do szkolenia oraz jako maszyna kurierska w wojsku i policji.
Po II wojnie światowej wznowiono produkcję w zakładach w Eisenach w NRD. Różne wersje jako EMW R35 produkowano do 1955.

## Konstrukcja
Jednocylindrowy silnik górnozaworowy o mocy 14 KM. Konstrukcja silnika wywodzi się bezpośrednio z modelu BMW R3. Silniki te zewnętrznie były prawie nie do odróżnienia (poza inną numeracją bloku oraz delikatnie inaczej użebrowanym cylindrem). Suche sprzęgło jednotarczowe połączone z 4-biegową, ręcznie sterowaną skrzynią biegów. Napęd koła tylnego wałem Kardana. Rama z tłoczonych profili stalowych ze sztywnym zawieszeniem tylnego koła. Prędkość maksymalna 100 km/h.